# Ophion cortesi
Ophion cortesi är en stekelart som beskrevs av Ceballos 1938. Ophion cortesi ingår i släktet Ophion och familjen brokparasitsteklar. Inga underarter finns listade i Catalogue of Life.